# Mostová
Mostová (em húngaro: Hidaskürt) é um município da Eslováquia, situado no distrito de Galanta, na região de Trnava. Tem 25,16 km² de área e sua população em 2018 foi estimada em 1.585 habitantes.

## Demografia
| Ano:        | 1994 | 2004   | 2014   | 2024   |
| ----------- | ---- | ------ | ------ | ------ |
| Broj ljudi: | 1574 | 1591   | 1596   | 1562   |
| Razlika:    |      | +1,08% | +0,31% | -2,13% |

| Ano:               | 2023 | 2024   |
| ------------------ | ---- | ------ |
| Número de pessoas: | 1566 | 1562   |
| Diferença:         |      | -0,25% |